# 식별자

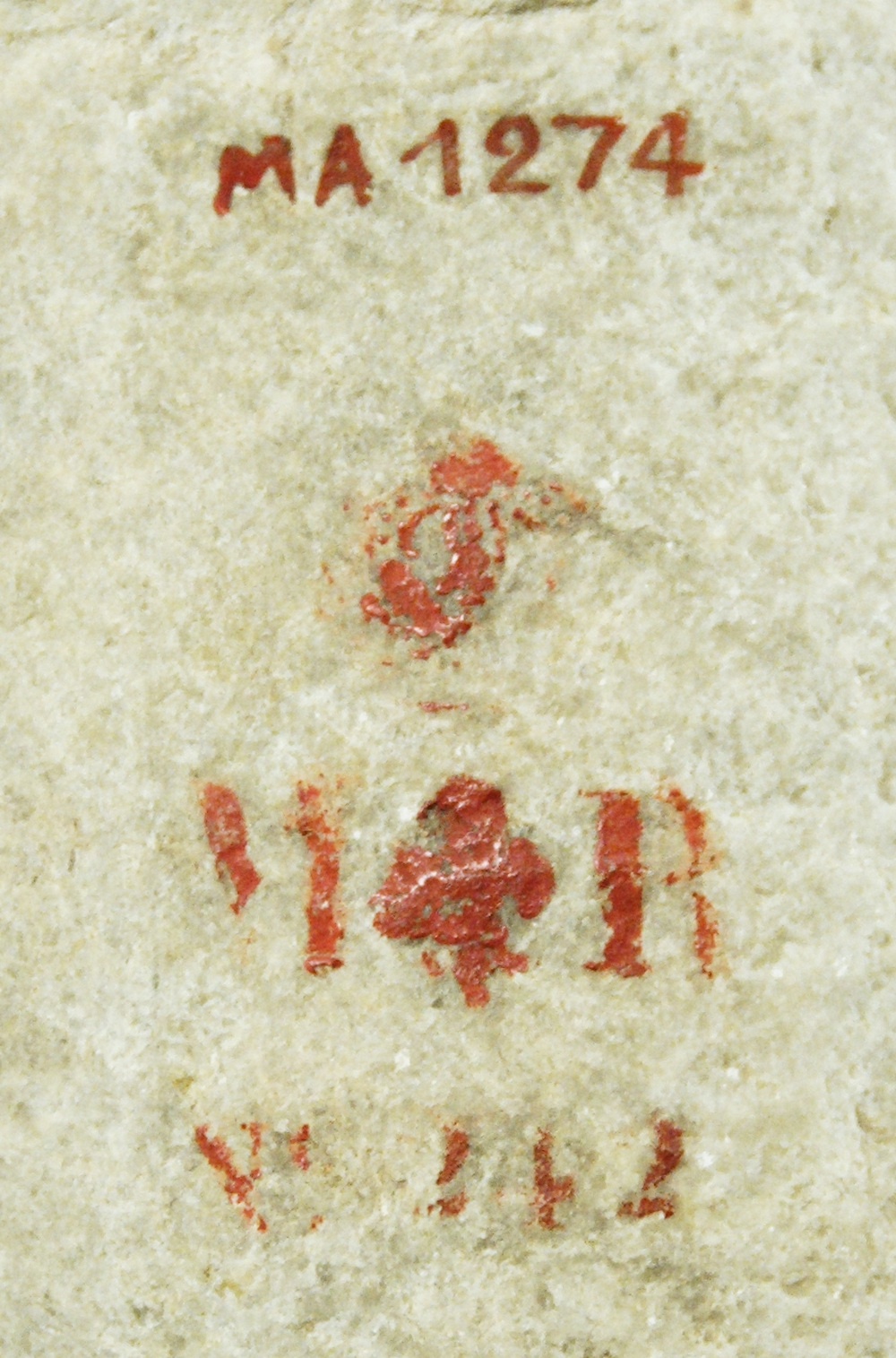
루브르 박물관의 동상 뒤의 식별자

식별자(識別子, identifier)는 어떤 대상을 유일하게 식별 및 구별할 수 있는 이름을 뜻한다. 식별자는 정보를 다루는 모든 체계에서 내부적으로 사용되는데, 정보를 처리하기 위해서는 그 정보를 가리킬 방법이 있어야 하기 때문이다. 약어 ID는 식별(identity), 식별 과정(identification), 식별자를 의미하기도 한다. 식별자는 단어, 숫자, 문자, 기호, 또 이들의 어떠한 결합도 될 수 있다.
대표적인 식별자로 URL, ISBN, IP 주소, 데이터베이스 키 등이 있다. 데이터베이스에서는 테이블에서 특정한 튜플을 식별내기 위해 컬럼 중 하나(또는 그 이상)을 식별자로 지정한다.

## 컴퓨터 과학

### 컴퓨터 언어
프로그래밍 언어에서 식별자는 코드에 존재하는 변수, 자료형, 서브루틴 등을 가리키는 토큰이다.
많은 프로그래밍 언어는 식별자에 사용될 수 있는 문자에 제한을 가하는데, 예를 들어 C와 C++ 계열에서는 로마자 대문자와 소문자, 숫자, 밑줄 문자만 식별자로 쓸 수 있으며, 최근의 몇몇 언어는 식별자에 유니코드 문자를 쓸 수 있도록 하기도 한다. 많지는 않지만 식별자에 따라서 가리키는 대상이 달라지는 경우도 있다. 식별자에 대한 연구가 부족했던 시절에는 부정확하고 불명확한 해석이 이루어지기도 하였다.
식별자의 프로그램 내의 스코프나 액세서빌리티는 지역(local) 또는 전역(global)일 수 있다. 전역 식별자는 함수 밖에서 선언되며 프로그램 전반을 통해 이용 가능하다. 지역 식별자는 특정한 함수 안에서 선언되며 해당 함수 안에서만 사용이 가능하다.
컴파일러와 인터프리터는 실제 사용되는 문자 시퀀스에 기반한 식별자에 어떠한 의미를 부여하지 않는 것이 일반적이다. 그러나 예외가 있다.
- 펄에서 변수는 시길이라는 이름의 두문자를 사용하여 지칭하며 식에서 변수가 어떻게 해석되는가에 대한 관점을 규정한다.
- 루비에서 변수는 식별자가 대문자로 시작할 경우 자동으로 불변으로 간주된다.
- 포트란에서 변수 이름의 첫 문자는 기본값으로 정수 변수로 만들지 소수점 변수로 만들지를 지시한다.
- Go에서 변수 이름의 첫 문자를 대문자로 두면 public으로 소문자로 두면 private으로 간주한다.

Go와 같은 일부 언어에서 식별자 고유성은 스펠링과 가시성(visibility)에 기반을 둔다.

## CDMA 단말기
CDMA 단말기, 즉 휴대전화의 식별자(나밍, Naming)는 ESN, 일련번호와 전화번호가 있다. 기지국과 연동되는 각 통신사의 전산망에는 서비스 가입자의 ESN, 일련번호, 전화번호가 입력되어 있으며 이를 토대로 가입자를 식별하게 된다. 이 식별자들의 변경은 사용자가 임의로 행할 수 있지만 범법 행위이며 단말기의 통신을 불가능하게 만들 수 있다.

## 여러 분야에서의 식별자
| 식별자                                          | 범위                                       |
| ----------------------------------------------- | ------------------------------------------ |
| 원자 번호                                       | 국제 (ISV를 통해)                          |
| 오스트레일리아 사업 번호                        | 오스트레일리아                             |
| CAGE 코드                                       | 미국과 북대서양 조약 기구                  |
| CAS 등록번호                                    | 미국에서 기원. 오늘날은 국제. (ISV를 통해) |
| CODEN                                           | 미국에서 기원. 오늘날은 국제.              |
| 디지털 객체 식별자 (DOI, doi)                   | 핸들 시스템 이름공간, 국제 범위            |
| DIN 표준 번호                                   | 독일에서 기원. 오늘날은 국제.              |
| E 번호                                          | E.U에서 기원. 국제적으로 간주 가능.        |
| EC 번호                                         |                                            |
| 고용주 식별자 번호 (EIN)                        | 미국                                       |
| EISP(Electronic Identifier Serial Publicaction) | 국제                                       |
| 국제 거래 단위 번호                             | 국제                                       |
| 그룹 식별자                                     | 특정 컴퓨터 시스템 등 수많은 범위          |
| 국제 화학 식별자                                | 국제                                       |
| 국제 표준 도서 번호 (ISBN)                      | ISBN은 EAN 이름공간의 일부임. 국제 범위    |
| 국제 전자책 식별자 번호 (IEIN)                  | 국제                                       |
| 국제 표준 연속 간행물 번호 (ISSN)               | 국제                                       |
| ISO 표준 번호(예: ISO 8601)                     | 국제                                       |
| 미국 의회도서관 제어 번호                       | 미국 (일부 국제 서지적 유용성 포함)        |
| 개인 식별 번호                                  | 수많은 범위 (예: 은행, 정부)               |
| 개인 식별 번호 (덴마크)                         | 덴마크                                     |
| 의약 코드(Pharmaceutical code)                  | 각기 다른 수많은 시스템                    |
| 제품 배치 번호(Product batch number)            |                                            |
| 연속간행물 상세 표준 식별코드                   | 미국 (일부 국제 서지적 유용성 포함)        |
| 일련번호                                        | 수많은 범위 (예: 회사, 정부 등)            |
| 서비스 배치 번호(Service batch number)          |                                            |
| 사회 보장 번호                                  | 미국                                       |
| 세금 파일 번호(Tax file number)                 | 오스트레일리아                             |
| 고유 문서 식별자 (UAI)                          | 국제                                       |

## 같이 보기
- 키워드는 특별한 뜻을 가지는 식별자이다.
- 메타데이터
- 영구 식별자
- 바코드
- 학명
- 문서 관리 시스템
- 파일 서술자
- 핸들 (컴퓨팅)
- 신분증
- 네임 바인딩
- 이름공간
- 국민식별번호
- 명명법
- 국제식물명명규약
- 국제동물명명규약
- 오버로딩
- 개인정보
- 통합 자원 식별자 (URI)